# Baryłowo
Baryłowo – dawny chutor. Tereny, na których leżał, znajdują się obecnie na Białorusi, w obwodzie witebskim, w rejonie miorski, w sielsowiecie Turkowo.

## Historia
W czasach zaborów w gminie Czeress, w powiecie dzisieńskim, w guberni wileńskiej Imperium Rosyjskiego.
W latach 1921–1945 ówczesna wieś leżała w Polsce, w województwie wileńskim, w powiecie dziśnieńskim, od 1926 w powiecie brasławskim, w gminie Czeress a od 1927 w gminie Miory.
Według Powszechnego Spisu Ludności z 1921 roku zamieszkiwało tu 30 osób, 4 było wyznania rzymskokatolickiego, a 26 prawosławnego. Jednocześnie 4 mieszkańców zadeklarowało polską  przynależność narodową, a 26 białoruską. Było tu 6 budynków mieszkalnych. W 1931 w 6 domu zamieszkiwały 34 osoby.
Wierni należeli do parafii rzymskokatolickiej w Miorach i prawosławnej w Czeressie. Miejscowość podlegała pod Sąd Grodzki w Druji i Okręgowy w Wilnie; właściwy urząd pocztowy mieścił się w Czeressie.